# Osmar Olvera
Osmar Olvera Ibarra (Cidade do México, 5 de junho de 2004) é um saltador mexicano, medalhista olímpico.

## Carreira
Olvera iniciou sua carreira esportiva em 2017 competindo no World Diving Series 2017 da Federação Internacional de Natação realizado em Kazan, na Rússia onde obteve o quinto lugar na prova de saltos sincronizado masculino da plataforma de 10 metros, três anos depois participaria novamente na mesma World Series realizada em Montreal, Canadá, desta vez na prova mista sincronizado do trampolim de três metros, obtendo, junto com Dolores Hernández, o terceiro lugar nesta ocasião.
Em 2018 esteve presente no Campeonato Mundial Júnior de Mergulho da Federação Internacional de Natação realizado em Kiev, Ucrânia, obtendo a quarta posição na referida competição. Em 2019, ficou em 6º lugar na prova de saltos sincronizado misto do trampolim de 3 metros no Campeonato Mundial de Natação de 2019, realizado em Gwangju, Coreia do Sul. Nesse mesmo ano, conquistou seis medalhas de ouro nas Olimpíadas Nacionais de seu país. Em 2021 estreou nos Jogos Olímpicos ao se apresentar no evento realizado em Tóquio, no Japão, chegando como o mais jovem membro da delegação mexicana de saltos. Participou da prova de saltos individual masculino do trampolim de 3 metros, chegando às semifinais, na qual foi eliminado, terminando na 14ª colocação naquela prova.
Em 2023 participou novamente do Campeonato Mundial de Natação, desta vez em sua edição realizada em Fukuoka, no Japão, obtendo o segundo lugar nas provas de trampolim de um metro e de três metros masculino. Nesse mesmo ano participou dos Jogos Pan-Americanos de 2023 em Santiago, obtendo três medalhas de ouro nas provas masculinas de saltos ornamentais de um metro, saltos de trampolim de três metros e, junto com Rodrigo Diego López, no salto sincronizado do trampolim de três metros.
Em 2024 participou do Campeonato Mundial de Natação em Doha, no Catar, obtendo individualmente a medalha de ouro na prova de mergulho de um metro masculino e a medalha de bronze na prova de salto de três metros masculino, também obteve o quarto lugar, junto com Rodrigo Diego López, na prova masculina de mergulho sincronizado no trampolim de três metros. Nesse mesmo ano participou da Copa do Mundo de 2024 nas provas masculinas de salto sincronizado do trampolim de três metros e salto do trampolim de três metros; na primeira prova obteve a medalha de bronze na primeira parada em Montreal, Canadá, nono lugar na segunda etapa em Berlim, Alemanha (em ambos os casos junto com Rodrigo Diego López) e medalha de prata na superfinal em Xi'an na China (com Juan Celaya), enquanto no que diz respeito à segunda prova, obteve medalha de prata em cada parada.
Também em 2024 voltou a participar dos Jogos Olímpicos agora em sua edição Paris 2024 nas provas de saltos sincronizado masculino no trampolim de três metros, onde obteve a medalha de prata junto com Juan Celaya, e na prova de saltos individual no trampolim de três metros, onde conquistou a medalha de bronze. Essas conquistas fizeram dele o sexto multimedalhista mexicano na mesma edição dos Jogos Olímpicos e o segundo mergulhador mexicano a conseguir isso desde Joaquín Capilla.